# Дао-цзун

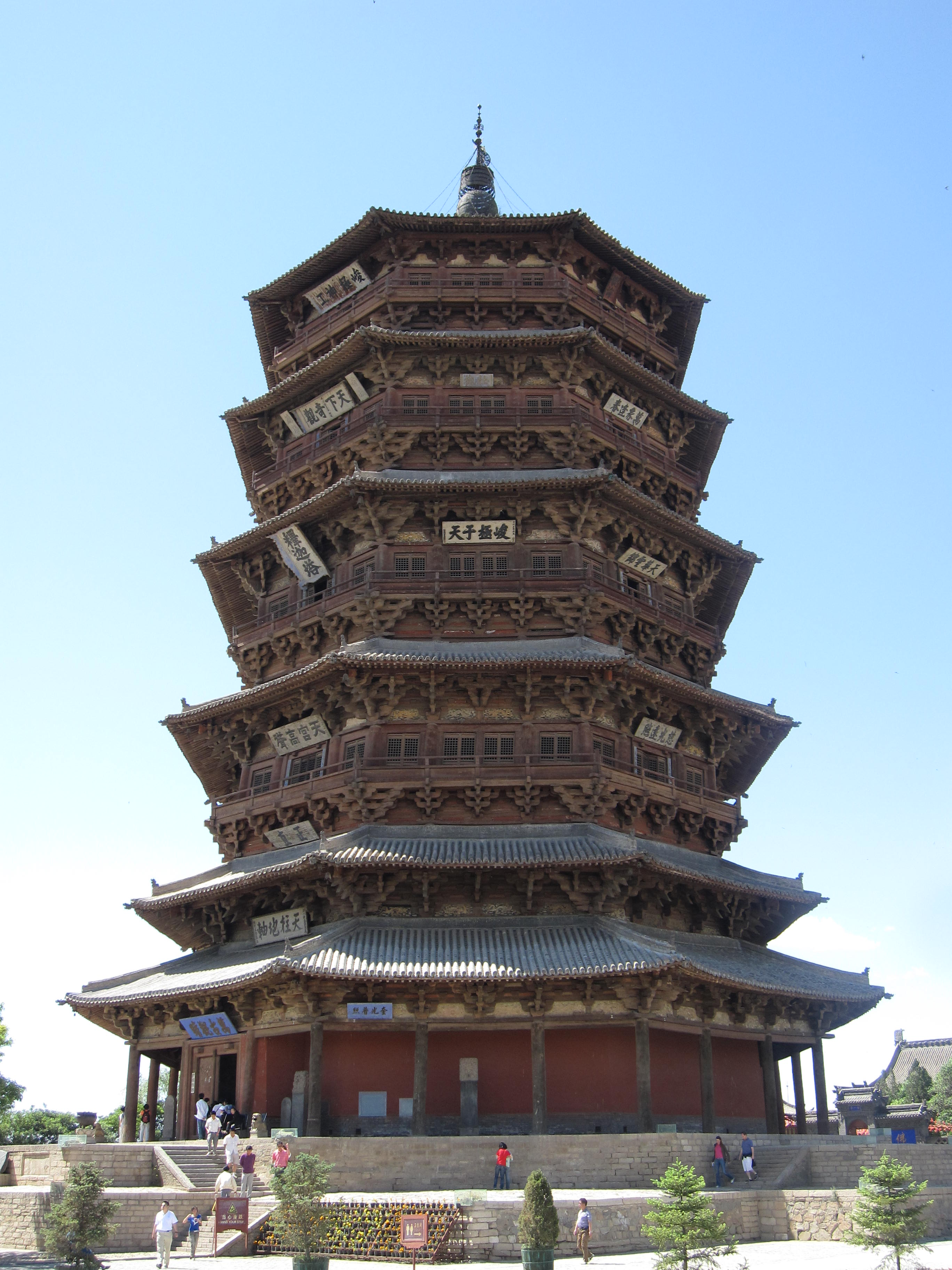
Пагода Шакьямуни в храме Фогун 佛宫寺, построенного в 1056 на территории семейного дома бабушки Дао-цзуна в Ин Цоунти, Шаньси.

Император Дао-цзун династии Ляо (кит. 辽道宗, 1032—1101), киданьское имя Елюй Чала (кит. 耶律查剌), китайское имя Елюй Хунцзи (кит. 耶律洪基) — император династии Ляо, царства киданей на северо-востоке Китая. Елюй Хунцзи унаследовал трон после своего отца Син-цзуна в 1055 году. Киданьская держава ко времени правления Дао-цзуна находилась в состоянии мира с Сун, что подкреплялось выплатой дани сунским правительством. Война с Си Ся завершилась перемирием с техническим признанием вассалитета Ся. Периодически вспыхивали восстания кочевых племён востока и запада, но пока киданям удавалось из подавлять. Длительное правление Дао-цзуна характеризуется борьбой придворных группировок. В правление Дао-цзуна был зафиксирован первый официальный контакт Ляо с монголами и Японией. Император умер в 1101 проведя на троне 47 лет. Дао-цзуна сменил его внук, Тяньцзо-ди.

## Личность
Хорошо знал и любил китайскую культуру, был начитан, изучал исторические сочинения, книги по буддизму и конфуцианству. Писал стихи. Лично принимал экзамены. К старости всё больше отходил от государственных дел в пользу занятий буддизмом и конфуцианством. Со временем стал суеверным, верил в порчу и колдовство, отбирал государственных чиновников бросая кости.

## До вступления на трон
Старший сын Ляо Син-цзуна. В 6 лет сделан Лян-ваном. В 1052 году назначен главнокомандующим и тиинем. Унаследовав трон в 1055 году, сомневался в своих способностях к самостоятельному правлению.

## Внутренняя политика
Дао-цзун вошёл в историю возобновлением в 1066 году использования названия «Великое Ляо», которое впервые стал употреблять император Тай-цзун в 947.
В 1061 году наместник восточной столицы Сяо Ала получил аудиенцию у Дао-цзуна и много говорил ему о положении вещей в управлении. Сяо Гэ, видя, что Дао-цзун по какой-то причине невзлюбил Ала, стал убеждать императора в нарушении Ала этикета. Дао-цзун разгневался и Ала был казнён удавлением. Казнь высокопоставленного чиновника, тем более из рода императриц была редкостью в Ляо.
Он пережил как минимум одно покушение на его жизнь в 1063 году, когда группа киданей, недовольных тем, что их система племенного правосудия была подчинена местной китайской администрации, устроила на него засаду во время охоты. Дядя Елюй Цзун-юань и его сын Нелугу и ван Чэньлю собрали воинов. Мятежники подошли в ставке Дао-цзуна. Елюй Жэньсянь, Елюй Исинь, Сяо Тангу успели собрать телохранителей и составить телеги в круг для защиты императора. Нелугу смог прорвать в лагерь, но Елюй Су застрелил его из лука. Мятежники стали бежать или сдаваться. Ночью к ханской ставке прибыло много воинов и они были поставлены в засаде. Утром Цзун-юань у которого ещё оставалось 2000 воинов атаковал снова и был разбит. Он бежал в пустыню, где покончил с собой. Дао-цзун пережил нападение (была застрелена его лошадь, а сам он был ранен в руку) и повстанцы были казнены. Выяснилось, что Сяо Гэ был участником заговора, он был медленно порезан на куски. Жэньсянь и 300 других киданей были щедро награждены.
Постепенно среди всех приближённых возвысился Елюй Исинь, получивший титул Вэй-вана. Чтобы подтвердить свою легитимность в качестве правителя император был вынужден выполнив традиционную церемонию «Возрождения».
В 1066 году Дао-цзун обдумывал перспективы войны с Сун, но Яо Цзинсин заметил, что Суны уже 60 лет исправно платят дань, так что нужды в походах нет.
В 1069 году восстали цзубу. Жэньсянь был поставлен командующим и отправился усмирять их, что он и сделал в следующем году.
В 1070 году он реорганизовал правовую систему с учётом различий обычаев китайцев и киданей.
В 1075 году императрица Сюаньи была обвинена (служанками) в интимной связи с музыкантом Чжао Вэйи. Вэйи не сознался даже под пытками, но император приказал казнить его и весь его клан. Императрица была принуждена совершить самоубийство. Елюй Исинь, проводивший расследование ещё больше возвысился и стал опасаться за свою жизнь в случае если сын убитой императрицы взойдёт на трон. При дворе сложилась партия противников Исиня, которые почти добились его перевода в Среднюю столицу, чтобы убрать от двора. В середине 1077 года Исинь стал плести заговор против наследника Елюй Цзюня. Он подсылал к императору разных генералов, которые признавались, что сторонники Цзюня предлагали вступить в заговор. Император поначалу не слишком верил этому, но постепенно стало ссылать приближённых своего сына. Елюй Яньго ложно передав императору сведения о допросе Цзюня, добился ареста наследника и казни его приближённых. Слуги Исиня с поддельным приказом об освобождении пробрались в тюрьму и выведя Цзюня убили его. Его вдову Исинь также убил, боясь что она сможет умилостивить императора, который уже стал раскаиваться в опале наследника. Дао-цзуну сказали что он умер от болезни.
В 1079 году Дао-цзун, собираясь на охоту, решил взять с собой маленького внука — сына Цзюня. Исинь стал уговаривать императора оставить ребёнка во дворце. Придворный следивший за мальчиком, украдкой сказал императору что боится за его жизнь. Дао-цзун, к неудовольствию Исиня взял мальчика с собой и на охоте стал замечать, что генералы боятся Исиня и заискивают перед ним. Дао-цзун назначил Исиня в южную администрацию.
В 1082 году императору представился шанс избавиться от Исиня. При дворе открылось дело о контрабанде запрещённых товаров за границу. Выяснилось, что Исинь покрывал это. Он был обвинён в преступлении, брошен в тюрьму. В 1083 году его обвинили в намерении бежать в Сун и казнили.
В 1084 году Дао-цзун принял дань от народа «мэнгу», возможно монголов.
В 1086 году Дао-цзун решил, что мать одной из его наложниц занимается колдовством. Он приказал убить её, а семью сослать.
В 1087 году Дао-цзун оказал помощь голодающему населению Пекина. Им выдали серебро и зерно, пошлины и подати были отменены на год.
В 1091 году впервые прибыло посольство из Японии из 28 человек включающее учёных и монахов, якобы с данью. В японских хрониках содержится информация о том, что Фудзивара-но-Корефуса и губернатор Цусимы Фудзивара-но-Ацусуке отправили китайского торговца Лун Куня и монаха Мёханя в Ляо. Указано, что они незаконно продали киданям оружие в обмен на серебро и пробыли в Ляо около года. Ацусуке был наказан за это.
В 1092 году Елюй Гаосань подавил новое восстание цзубу. В 1094 году цзубу угнали лошадей из императорских табунов и Елюй Силяо отправился покарать их. Усмирение цзубу продолжилось и в 1097 году.
При Дао-цзуне расцвела коррупции, отчасти вызванный тем, что Дао-цзун привёл во власть много посторонних людей и просто авантюристов. Дао-цзун щедро давал деньги на дворцы и храмы. Многие люди в период его правления были возмущены высокими налогами и начало расти недовольство против Ляо, в первую очередь чжурчжэньских племен.

### Религия
Достижения в правление Дао-цзуна включают завершение издания в Ляо Трипитаки и строительство пагоды Шакьямуни в 1056 году. В 1064 году император запретил монахам и гадателям самовольно приходить в его ставку для организации предсказаний судьбы за подарки.

### Смерть
В 1101 начал болеть. На Новый год (по китайскому календарю) он через силу принимал чиновников и послов. Император увидел знаки предвещающие смерть как белый туман, чёрные облака. Император приказал отвезти его на берег реки Хуньтунцзян, где он умер 12 февраля.